# Arcybiskupi Genui
Arcybiskupi Genui – biskupi rzymskokatolickiej archidiecezji w metropolii kościelnej z siedzibą w Genui.
Genua była siedzibą biskupa co najmniej od czwartego wieku (być może nawet wcześniej), jako sufragania Mediolanu. Do rangi archidiecezji wyniósł ją papież Innocenty II 20 marca 1133. Jej sufraganiami są obecnie diecezje Albenga-Imperia, Chiavari, La Spezia-Sarzana-Brugnato, Savona-Noli, Tortona i Ventimiglia-San Remo. Arcybiskupi tej archidiecezji są zwyczajowo powoływani do Kolegium Kardynalskiego. Obecnym arcybiskupem jest Marco Tasca. Byłymi arcybiskupami Genui są też emerytowani kardynałowie Angelo Bagnasco i Tarcisio Bertone. Wśród znaczących arcybiskupów w przeszłości można wymienić pierwszego arcybiskupa Syrusa, kronikarza i hagiografa Jakuba z Voragine, kardynała Paolo Fregoso (kilkakrotnego dożę Republiki Genui), oraz kardynała Giuseppe Siri, który był jednym z najpoważniejszych kandydatów na papieża na obydwu konklawe w 1978 roku.

## Lista ordynariuszy

### "Protobiskupi" (przed 381)
Istnienie czterech poniższych biskupów jest poświadczone jedynie przez tradycję i czasu ich posługi nie da się określić.
- św. Walentyn
- św. Feliks
- św. Syrus
- św. Romulus

### Biskupi Genui (381 do 1133)
- Diogenes (381)[3]
- Paschazjusz (451)
- Asteriusz (634)
- Jan (680)
- Sabatinus (876–878)
- Teodulf (946–981)[4]
- Jan (983/84–1019)
- Landulf (1019–1034/36)
- Konrad (1036–1052)
- Obert (1052–1078)
- Konrad Manganelli, obediencja wibertyńska (1080–1087)
- Cyriak, obediencja gregoriańska (1089)
- Ogier (ok. 1095)
- Airald (1097–1116)
- Otto (1117–1120)
- Zygfryd (1123–1129)[5]
- Syrus (1130, od 1133 pierwszy arcybiskup)[5]

### Arcybiskupi Genui (od 1133)
- Syrus (1133–1163)
- Ugone (1163–1188)
- Bonifazio (1188–1203)[6]
- Ottone (1203–1239)[7]
- Giovanni de Cogorno (1239–1253)
- Gualtiero da Vezzano (1253–1274)
- Bernardo de Arimondi (1276–1286)
  - Opizzo Fieschi, administrator
(1288–1292)
- bł. Jakub de Voragine (1292–1298)
- Porchetto Spinola (1299–1321)
- Bartolomeo de Reggio (1321–1335)
- Dino di Radicofani (1337–1342)
- Giacomo da Santa Vittoria (1342–1349)
- Bertrando Bessaduri (1349–1358)
- Guido Scetten (1358–1368)
- Andrea della Torre (1368–1377)
- Lanfranco Sacco (1377–1381)
- Giacomo Fieschi (1382–1400)
- Pileo de' Marini (1400–1429)
- Pietro de' Giorgi (1429–1436)
- Giorgio Fieschi (1436–1439)[8]
- Giacomo Imperiale (1439–1452)
- Paolo Fregoso (1453–1495)
- Jorge da Costa,
komendatariusz (1495–1496)
- Paolo Fregoso (po raz drugi), komendatariusz (1496–1498)
- Giovanni Maria Sforza (1498–1520?)[9]
- Innocenzo Cibo (1520–1550)[10]
- Girolamo de Sauli (1550–1559)
- Agostino Salvago (1559–1567)
- Cipriano Pallavicino (1567–1586)
- Antonio Maria Sauli,
koadiutor (1585–1586),
arcybiskup (1586–1591)
- Alessandro Centurione (1591–1596)
- Matteo Rivarola (1596–1600)[11]
- Orazio Spínola (1600–1616)
- Domenico Marini (1616–1635)
- Stefano Durazzo (1635–1664)
- Giovanni Battista Spínola (1664–1681)[12]
- Giulio Vincenzo Gentile (1681–1694)
- Giovanni Battista Spínola (1694–1705)
- Lorenzo Fieschi (1705–1726)
- Nicolò Maria de' Franchi (1726–1746)
- Giuseppe Maria Saporiti,
koadiutor (1743–1746),
arcybiskup (1746–1767)[13]
- Giovanni Lercari (1767–1802)
- Giuseppe Spina (1802–1816)
- Luigi Lambruschini CRSP (1819–1830)
- Placido Maria Tadini OCD (1831–1847)
- Andreas Charvaz (1852-1869)
- Salvatore Magnasco (1871–1892)
- bł. Tomasz Reggio (1892–1901)
- Edoardo Pulciano (1901–1911)
- Andrea Caron (1912-1915)
- Ludovico Gavotti (1915-1918)
- Tommaso Boggiani OP (1919–1921)
- Carlo Minoretti (1925–1938)
- Pietro Boetto SJ (1938–1946)
- Giuseppe Siri (1946–1987)
- Giovanni Canestri (1987–1995)
- Dionigi Tettamanzi (1995–2002)
- Tarcisio Bertone SDB (2002–2006)
- Angelo Bagnasco (2006–2020)
- Marco Tasca OFMConv – od 2020